# Vlaški put
Vlaški put, odnosno vlaškim putevima po Hercegovini naziva se trase periodičnih kretanja polunomadskih stočara, koji su uglavnom podrijetlom bili Vlasi. Dokument su putnih pravaca srednjeg vijeka. Jedan takav Vlaški put zove se dionica starog puta od Zaborana u kojemu je bio dvor obitelji Sankovića do Glavatičeva.